# Boasjön (Bräkne-Hoby socken, Blekinge)
Boasjön är en sjö i Ronneby kommun i Blekinge och ingår i Bräkneåns huvudavrinningsområde. Sjön är 12 meter djup, har en yta på 0,0886 kvadratkilometer och är belägen 64,4 meter över havet.

## Delavrinningsområde
Boasjön ingår i det delavrinningsområde (624899-145405) som SMHI kallar för Ovan Sävsjöå. Medelhöjden är 92 meter över havet och ytan är 38,6 kvadratkilometer. Räknas de 12 avrinningsområdena uppströms in blir den ackumulerade arean 380,43 kvadratkilometer. Avrinningsområdets utflöde Bräkneån mynnar i havet. Avrinningsområdet består mestadels av skog (80 procent). Avrinningsområdet har 1,58 kvadratkilometer vattenytor vilket ger det en sjöprocent på 3,5 procent.